# Horacio Cocles
Publio Horacio Cocles  fue un héroe legendario romano del siglo VI a. C. Según la leyenda, defendió en solitario el puente Sublicio que conducía a la ciudad de Roma contra los etruscos liderados por Lars Porsena. Probablemente sea hermano de Marco Horacio Pulvilo, quien fue cónsul en el año 509 a. C. Su cognomen «Cocles» significa «con un solo ojo».

## Leyenda

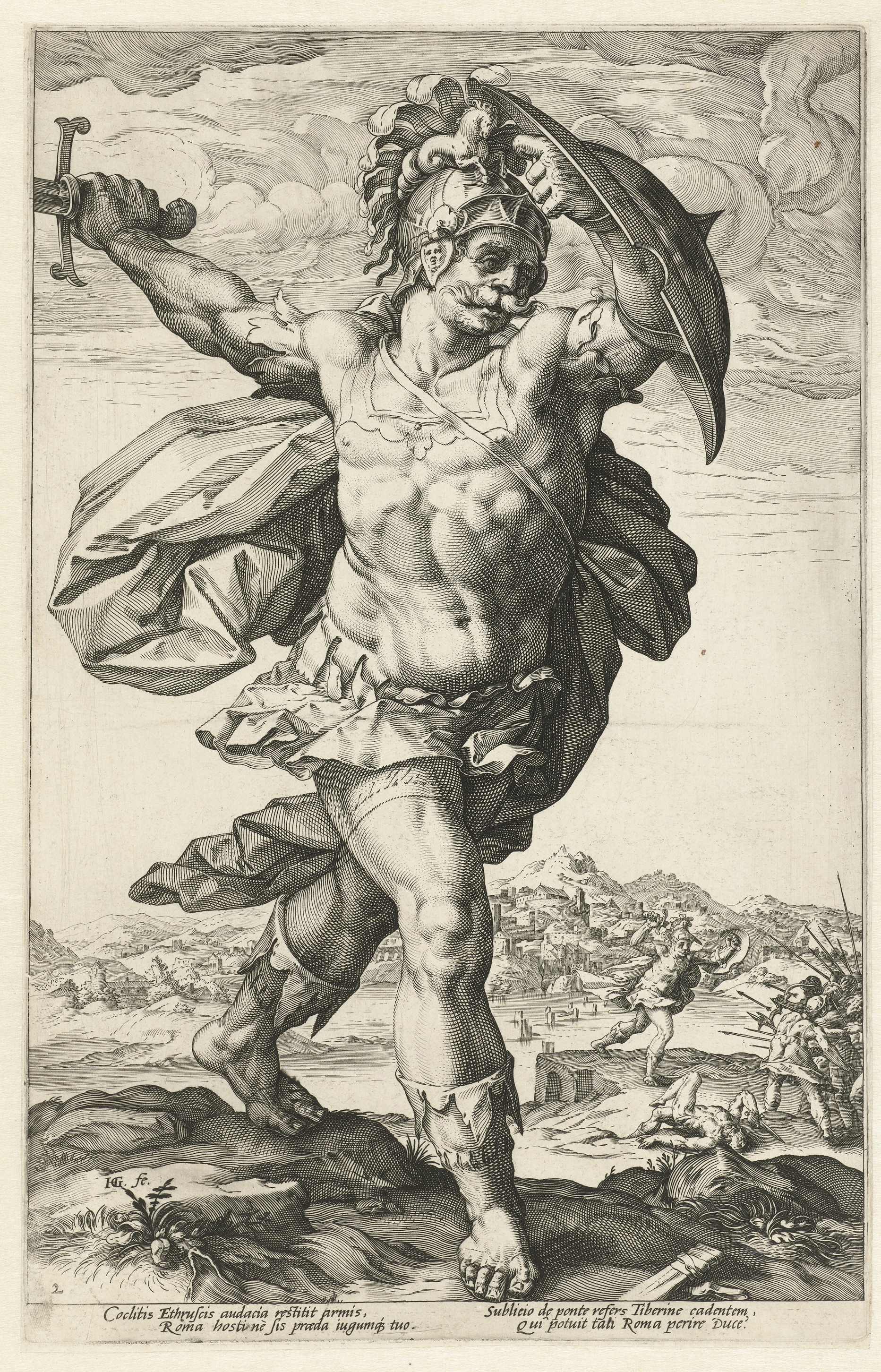
Horacio Cocles en la serie pictórica Los héroes romanos de Hendrick Goltzius

Las obras de Polibio, Tito Livio y Dionisio de Halicarnaso son las principales fuentes clásicas que han trasmitido la leyenda de Cocles. Otros autores como Plutarco y Plinio el Viejo también mencionan al héroe romano. Sin embargo, discrepan en la fecha. Mientras que Tito Livio y Plutarco lo sitúan en el segundo año consular (el 508 a. C. de la cronología varroniana), Dionisio de Halicarnaso lo hace en el tercero (el 507 a. C. de la misma cronología), un año que Tito Livio omite.
Polibio, el más antiguo de las tres principales fuentes, describe el episodio como un ejemplo de la fama que la juventud romana anhelaba alcanzar y no lo inserta en ningún contexto histórico. Dice que Cocles, mientras peleaba contra dos enemigos junto al puente que comunicaba con Roma, vio que varios más se acercaban para ayudar a sus compañeros. Temiendo que lo derrotaran y Roma fuese tomada finalmente, ordenó a los suyos que hundieran el puente cuando estuviesen del otro lado. Así pues, destrozaron el puente según sus órdenes mientras él mismo repelía el ataque recibiendo numerosas heridas. Puso tanto ardor en la defensa que desconcertó a los asaltantes, que no lograron el objetivo de invadir la ciudad. Una vez destruido el puente, Cocles se arrojó a las aguas y se ahogó.
Tito Livio y Dionisio de Halicarnaso ubican el episodio en la guerra contra Porsenna, muy al principio de la época republicana. El primero dice que los romanos habían fortificado las colinas que rodeaban la ciudad para hacer frente a la invasión del rey etrusco. Cocles era miembro de la guarnición que defendía el puente Sublicio y fue testigo de la caída del Janículo y el avance de las tropas de Porsenna. El segundo, en cambio, narra una batalla campal entre etruscos y romanos en la que, derrotados estos por aquellos, los romanos huyeron en desbandada perseguidos por los etruscos. Cocles era uno de los soldados que luchó en la batalla. Desde este punto las narraciones de los dos autores clásicos son muy similares. Cocles, viendo que dejar el puente atrás permitiría el avance de las tropas de Porsenna hasta Roma, conmina a los suyos a que lo destruyan mientras él y dos compañeros, Espurio Larcio y Tito Herminio, impedían a los etruscos el acceso. Antes de que el puente cayera, Larcio y Herminio hubieron de retirarse por el deterioro de sus armas defensivas, dejando a Cocles solo. Este, lejos de venirse abajo, se defendió con más energía, lo que refrenó el ímpetu de los asaltantes. Dionisio de Halicarnaso cuenta que los etruscos veían en el romano a un loco o a un suicida, mientras que Tito Livio dice que Cocles insultó a los etruscos y estos tuvieron un momento de indecisión. Cuando el puente finalmente cayó, Cocles se lanzó al río y nadó hasta alcanzar la otra orilla. Los romanos recibieron a su compatriota con honores. Ordenaron que se le erigiera una estatua en la ciudad, que recibiera toda la tierra que pudiese arar en un día y, a pesar de la escasez que sufrían, cada ciudadano le entregó una parte de sus provisiones.
Según Dionisio de Halicarnaso, Cocles quedó cojo por las heridas recibidas y ese fue el principal motivo por el que no pudo acceder al consulado ni ejercer mandos militares.

## Sobrenombre
«Cocles» significa «tuerto». Dionisio de Halicarnaso explica que Horacio recibió el sobrenombre por haber perdido un ojo en un combate. Plutarco también cita la misma explicación, aunque añade que otros decían que Horacio tenía la nariz tan hundida que no había separación entre los ojos y que las cejas se le unían. Por eso lo llamaron «Cyclops» (esto es, «Cíclope»), pero con el tiempo acabó derivando en «Cocles». Polibio y Tito Livio no indican ni el significado ni el origen del apodo. Tito Livio incluso dice que Horacio acabó su hazaña sano y salvo.

## Interpretación
Existen semejanzas entre el episodio de Horacio Cocles y el de los Horacios y Curiacios. En ambos casos, tres romanos aparecen como los campeones de Roma en un momento crítico de su fortuna y solo uno se mantiene firme con éxito. En un caso, la localidad es la frontera terrestre; en el otro, el Tíber actúa como frontera fluvial.
Ettore Pais encuentra el origen de la historia en la adoración de Vulcano e identifica a Cocles con uno de los cíclopes, que en la mitología clásica estaban relacionados con Hefesto y más tarde con Vulcano. Concluye que la supuesta estatua de Cocles era en realidad de Vulcano quien, como una de las divinidades romanas más antiguas y, de hecho, la deidad protectora del Estado, se confundiría con el héroe que la salvó defendiendo el puente contra los invasores. Sugiere además que la leyenda surgió de alguna ceremonia religiosa, posiblemente la práctica de arrojar figuras llamadas argei al Tíber desde el puente Sublicio en los idus de mayo. El destacado papel desempeñado en la historia romana por los miembros de la gens Horacia, que estaban relacionados con el culto de Júpiter Vulcano, explicaría la atribución del nombre Horacio a Vulcano-Cocles.
Frank William Walbank, tras decir que Polibio trata el episodio como completamente histórico frente a Tito Livio que arroja una sombra de duda a su historicidad, afirma que no hay una explicación clara de la leyenda, a pesar de que en la Antigüedad se identificó a Cocles con una estatua ubicada en el Vulcanal. Walbank aclara que no ha sobrevivido ninguna descripción de la estatua y que emparentar la leyenda de Horacio con otras similiares de las leyendas nórdicas o indias, como hicieron Ettore Pais o Georges Dumézil, es arbitrario por la separación espacial y temporal.
Robert Maxwell Ogilvie señala la antigüedad de la leyenda, quizá con raíces indoeuropeas, y su posible relación con la de Odín. Polibio habría conservado los principales elementos originales, que se referían a la ceremonia del Argei, a los que después se añadió la identificación de Horacio con una estatua trasladada desde el Comitium al Vulcanal, estatua que pudo representar a un cojo o ser interpretada como tal. De ahí que en la leyenda posterior Horacio sobreviviera y los romanos le erigieran una estatua.

## Uso tras la Antigüedad
El historiador y escritor británico Thomas Macaulay hizo referencia a esta leyenda en la colección de poesías Cantos populares de la Antigua Roma (original, Lays of Ancient Rome), de 1842. La más famosa de ellas, «Horacio», se refiere al solitario heroísmo de Horacio Cocles. Su cita más célebre es: «Habló pues el valiente Horacio, capitán de la puerta: A todo hombre de esta tierra tarde o temprano le llega la muerte. ¿Y cómo puede morir mejor un hombre que afrontando temibles opciones, defendiendo las cenizas de sus padres y los templos de sus dioses?»